# Dichelacera rubricosa
Dichelacera rubricosa är en tvåvingeart som först beskrevs av Wulp 1881.  Dichelacera rubricosa ingår i släktet Dichelacera och familjen bromsar. Inga underarter finns listade i Catalogue of Life.